# Paraleptognathia
Paraleptognathia är ett släkte av kräftdjur som beskrevs av Rosalia Konstantinovna Kudinova-Pasternak 1981. Enligt Catalogue of Life ingår Paraleptognathia i överfamiljen Paratanaoidea, ordningen tanaider, klassen storkräftor, fylumet leddjur och riket djur, men enligt Dyntaxa är tillhörigheten istället familjen Anarthruridae, ordningen tanaider, klassen storkräftor, fylumet leddjur och riket djur.
Kladogram enligt Catalogue of Life och Dyntaxa:
| Paraleptognathia | \| \| Paraleptognathia australis \| \| \| \| \| \| Paraleptognathia bisetulosa \| \| \| \| \| \| Paraleptognathia gracilis \| \| \| \| \| \| Paraleptognathia longiremis \| \| \| \| \| \| Paraleptognathia typica \| \| \| \| |
|                  | \| \| Paraleptognathia australis \| \| \| \| \| \| Paraleptognathia bisetulosa \| \| \| \| \| \| Paraleptognathia gracilis \| \| \| \| \| \| Paraleptognathia longiremis \| \| \| \| \| \| Paraleptognathia typica \| \| \| \| |
|                  | Agathotanaidae |
|                  | |
|                  | Anarthruridae |
|                  | |
|                  | Anarthruropsis |
|                  | |
|                  | Andrognathia |
|                  | |
|                  | Androtanais |
|                  | |
|                  | Colletteidae |
|                  | |
|                  | Dimorphognathia |
|                  | |
|                  | Leptocheliidae |
|                  | |
|                  | Leptognathiidae |
|                  | |
|                  | Monstrotanais |
|                  | |
|                  | Nototanaidae |
|                  | |
|                  | Nototanoides |
|                  | |
|                  | Paratanaidae |
|                  | |
|                  | Pseudoparatanais |
|                  | |
|                  | Pseudotanaidae |
|                  | |
|                  | Pseudozeuxidae |
|                  | |
|                  | Robustochelia |
|                  | |
|                  | Salemia |
|                  | |
|                  | Scoloura |
|                  | |
|                  | Siphonolabrum |
|                  | |
|                  | Stenotanais |
|                  | |
|                  | Tanaellidae |
|                  | |
|                  | Tanaopsis |
|                  | |
|                  | Paraleptognathia australis |
|                  | |
|                  | Paraleptognathia bisetulosa |
|                  | |
|                  | Paraleptognathia gracilis |
|                  | |
|                  | Paraleptognathia longiremis |
|                  | |
|                  | Paraleptognathia typica |
|                  | |

|  | Paraleptognathia australis  |
|  |                             |
|  | Paraleptognathia bisetulosa |
|  |                             |
|  | Paraleptognathia gracilis   |
|  |                             |
|  | Paraleptognathia longiremis |
|  |                             |
|  | Paraleptognathia typica     |
|  |                             |